# Odrzykoń
Odrzykoń – wieś w Polsce, położona w województwie podkarpackim, w powiecie krośnieńskim, w gminie Wojaszówka.
Do 1939 istniała gmina Odrzykoń. W latach 1975–1998 miejscowość administracyjnie należała do województwa krośnieńskiego.

## Części wsi
| SIMC    | Nazwa         | Rodzaj     |
| ------- | ------------- | ---------- |
| 0362097 | Bierska       | część wsi  |
| 0362170 | Głębokie      | przysiółek |
| 0362105 | Łęg           | część wsi  |
| 0362186 | Łysa Góra     | przysiółek |
| 0362111 | Mała Strona   | część wsi  |
| 0362128 | Młynek        | część wsi  |
| 0362134 | Piekło        | część wsi  |
| 0362140 | Podbratkówka  | część wsi  |
| 0362157 | Podlesie      | część wsi  |
| 0362192 | Podzamcze     | przysiółek |
| 0362200 | Rzeki         | przysiółek |
| 0362217 | Sporne        | przysiółek |
| 0362163 | Wielka Strona | część wsi  |
| 0362223 | Zawodzie      | przysiółek |

## Informacje ogólne
Położenie geograficzne
Odrzykoń leży nad Wisłokiem, koło Krosna, na granicy Pogórza Dynowskiego oraz Dołów Jasielsko-Sanockich w odległości ok. 6 km na północny zachód od Krosna.
Dostępność komunikacyjna
Południowa granica administracyjna wsi dochodzi do drogi wojewódzkiej nr 988 prowadzącej z Krosna-Turaszówki do Rzeszowa przez Frysztak, Strzyżów, Babicę, osią komunikacyjną wsi jest droga powiatowa prowadząca ze Spornego do Frysztaka, natomiast przez wschodnią część wsi przebiega droga powiatowa łącząca Krosno z Czarnorzekami.

## Historia

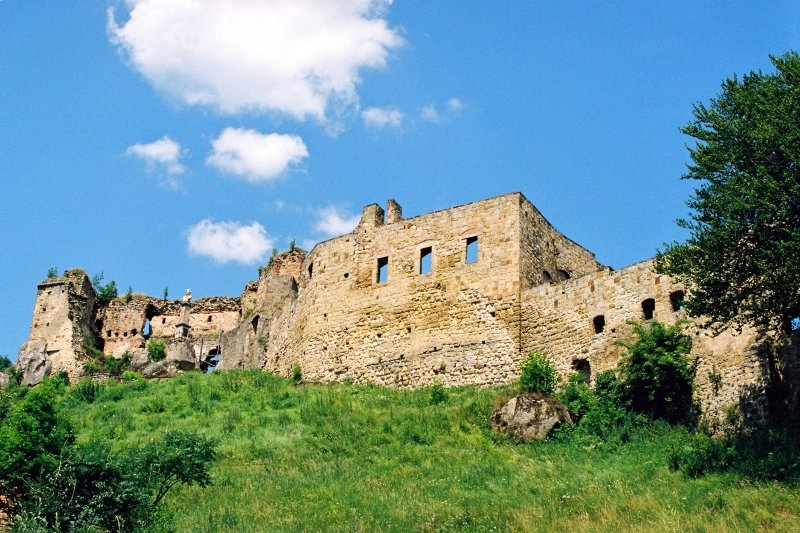
Zamek Kamieniec w Odrzykoniu

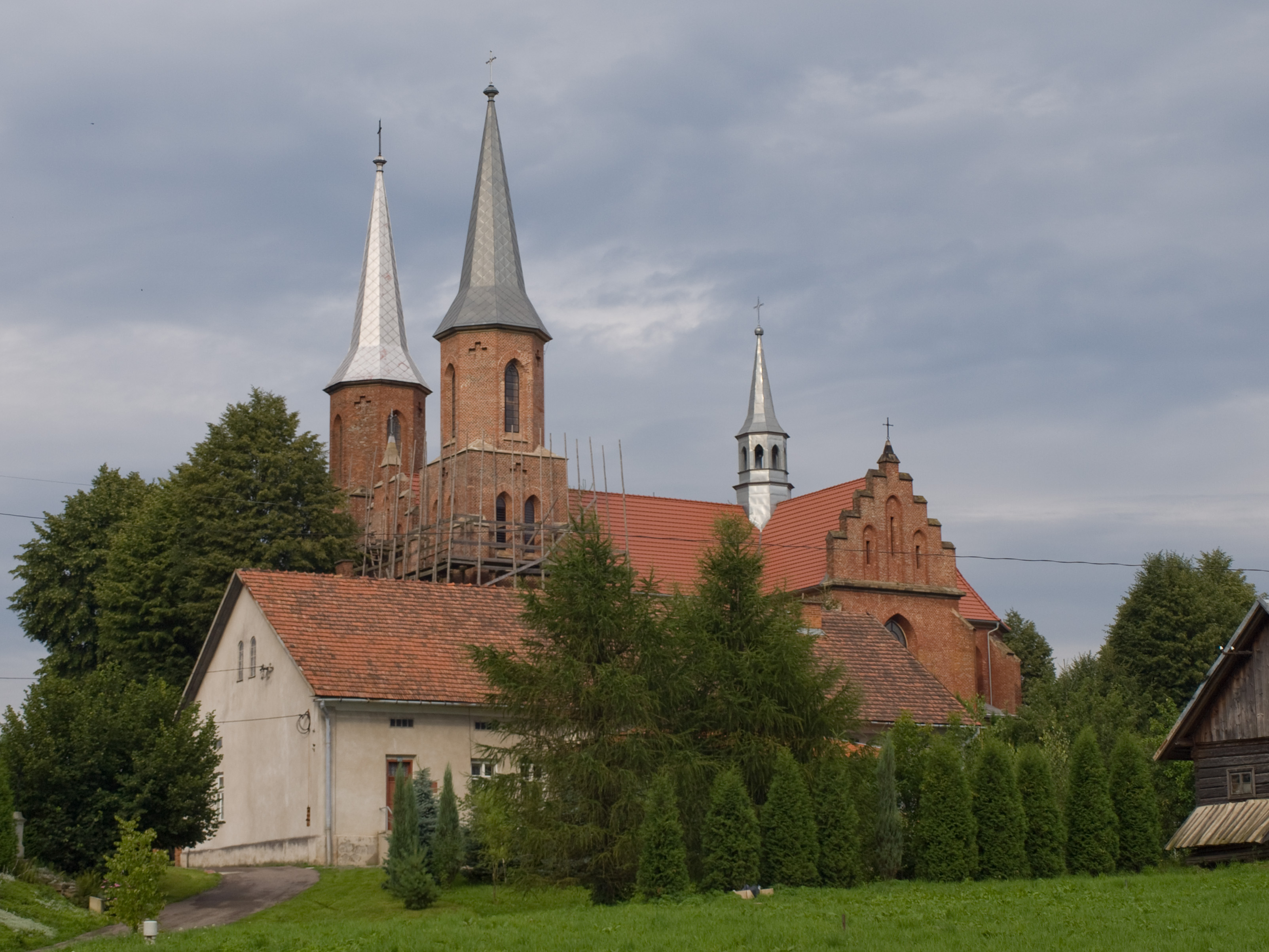
Kościół pw. św. Katarzyny w Odrzykoniu

Wykopaliska poświadczają, że w Odrzykoniu i w okolicach przed 966 istniało tu grodzisko, w czasach kultury łużyckiej. Gród, a jeszcze później zamek drewniany, zniszczony przez Tatarów w 1241 i 1259.
Gród zapisany w 1348 jako; Kamieniec, w 1402; Ehremberg alias Orzykoń. 1446 i w 1589;  Odrzykoń.
Osada słowiańska Kamieniec istniała, gdy wznoszono tu zamek Kamieniec za czasów króla Kazimierza Wielkiego w 1348. Należała ona do Moskarzewskich i Kamienieckich, Bonerów, czyli do właścicieli zamku kamienieckiego. Wieś lokowano pod nazwą Erenberg w dolinie Wisłoka. W 1475 Odrzykoń był atakowany w wyprawie odwetowej przez wojska króla Macieja Korwina. W 1497 Piotr Herburt (1485–1532) dziadek poety Mikołaja Reja zaciągnął pożyczkę na odnowę zamku sądeckiego i dał w zastaw, jako zabezpieczenie długu, wieś Odrzykoń. W 1528 z zastawionych wsi do Jana Kmienieckiego wróciły Odrzykoń, Jasienica Rosielna i Odrzechowa. W zamku kamienieckim w Odrzykoniu 12 marca 1528 hetman polny koronny Marcin Kamieniecki podejmował wygnanego z Węgier króla Jana Zápolya po zatargach w wojnie domowej ze stronnikami Habsburgów na Węgrzech. Wysyłał z Zamku Kamieniec listy zapraszające polskich magnatów na sejmik do Tarnowa, na którym liczył otrzymać poparcie w walce o tron i uzyskał głosy ich samych oraz Sulejmana I. Seweryn Boner kalwinista, gościł tu Fausta Socyna – twórcę socynianizmu i doktryny religijnej Braci Polskich.
7 grudnia 1655 nieopodal Odrzykonia wojska Gabriela Wojniłłowicza uczestniczyły w zwycięskiej bitwie pod Krosnem przeciw Szwedom. 16 marca 1657 wojska Jerzego Rakoczego, wspierającego Szwedów, spaliły i zniszczyły osadę i zamek w Odrzykoniu. W 1702 kolejny najazd Szwedów doprowadził do ruiny zamek odrzykoński. W następnych latach stacjonujące wojska rosyjskie zniszczyły zamek całkowicie. Tu też w latach 1768–1772 bronili się Konfederaci barscy pod dowództwem Jakuba Bronickiego, zapewne wspomagani przez miejscową ludność.
Wystawiono tu wśród ruin zamku w 1894 pomnik Tadeusza Kościuszki, wykonany przez Andrzeja Lenika w setną rocznicę insurekcji. W 1915 stoczono tu bój o Odrzykoń i zamek Kamieniec. Zamek aktualnie poddany renowacji. Były tu też groby żołnierzy, którzy zginęli w czasie I wojny światowej. Groby przeniesiono na pobliski cmentarz.

### II wojna światowa
W czasie II wojny światowej działała założona w grudniu 1939 przez Stanisława Ferusia Zawieruchę, Orlika, Q-1 placówka w Odrzykoniu TOW, potem ZWZ i AK, OP-15 Oleander Ola. Po nim dowódcami byli Franciszek Bożek Czołgowiec B i ppor. Józef Urbanek Cedr,W-1', który początkowo pełnił funkcję dowódcy XIX Plutonu w Odrzykoniu. Na początku 1944 powstały tu trzy plutony składające się z 190, a w kwietniu z 206 żołnierzy AK.
Zorganizowano m.in.: 
- 22 maja 1943 i 2 października 1943 – dwa napady na dwór w Bratkówce w celu zdobycia broni,
- 1 lipca 1944 – odbiór zrzutu 6 tonowej broni z trzech samolotów w Lubli z dowódcą ochrony tej akcji Józefem Urbankiem.
- rozbrojenie załogi jednostki lotniczej w Ustrobnej.
- 29 września 1943 napad pod dowództwem Demczuka na samochód ciężarowy wiozący zboże kontyngentowe
- 29/30 lipca 1944 – zgrupowanie jako zalążek III Batalionu Strzelców Podhalańskich w lasach Bratkówka – Odrzykoń.

Jednak 1 sierpnia 1944 na linii rzeki Wisłok stanął front, odcinając Odrzykoń od innych oddziałów AK. Tereny te pod koniec wojny opanowały w większych siłach oddziały niemieckie, które z wzgórz ostrzeliwały wkraczające wojska radzieckie. Po wkroczeniu NKWD z Placówki Oleander zostali aresztowani i wywiezieni do łagrów Stanisław Kwaśniewski Wilczek, Franciszek Bożek Czołgowiec B, Bronisław Cebula Lew. Aresztowano też w październiku 1944 r.nauczyciela, ostatniego komendanta Placówki Józefa Urbanka Cedra i więziono go na Zamku w Rzeszowie, w Kolbuszowej (gdzie widziano ostatni raz przez wywiezionego do łagrów Adama Wiewórskiego Emirskiego. Brat Cedra Władysław Urbanek (ur. w 1919), dalszy konspirator został zastrzelony przez krośnieńskiego funkcjonariusza UB w Odrzykoniu 18 sierpnia 1946. W miejscu tego zabójstwa obelisk wybudowany w 1996.

### Czasy współczesne
W roku 1974 zawaliła się baszta, prawdopodobnie miał na to wpływ wstrząs tektoniczny w azjatyckiej części ZSRR. 
W roku 1995 zostało utworzona Muzeum Zamkowe w  Zamku Kamieniec.

### Badania archeologiczne
Na terenie wsi archeolodzy odkopali zabytki z okresu neolitu. Podania z okresu romantyzmu wskazują, że w tym miejscu jeszcze w czasach pogańskich (przed 966) istniało słowiańskie grodzisko z drewna otoczone wałem obronnym, wzmocnionym palisadą. Inne podanie głosi, że w miejscu późniejszego zamku wznosiła się tu pogańska świątynia, spalona podczas tatarskiego najazdu.

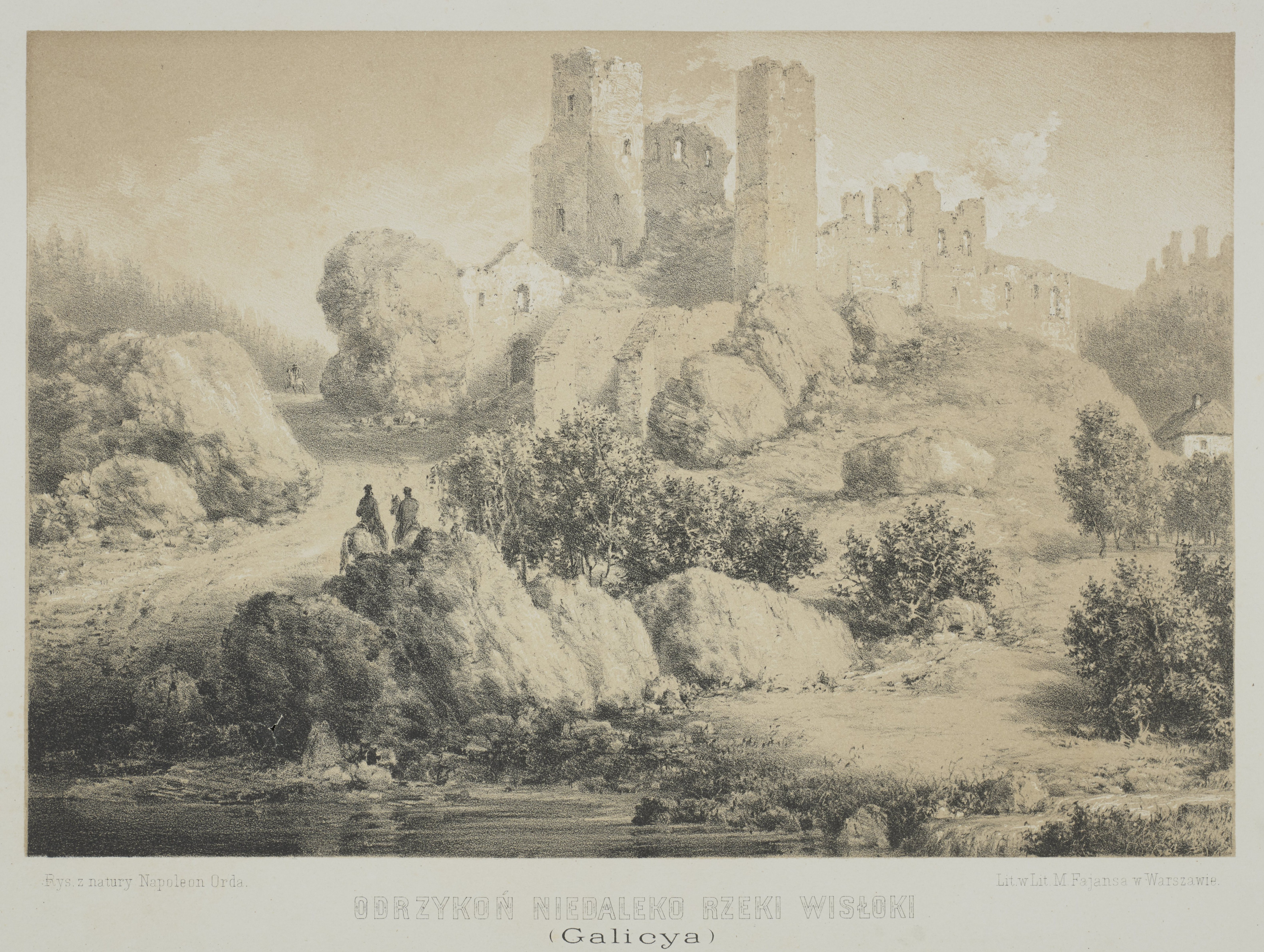
Odrzykoń na litografii wg rysunku Napoleona Ordy (1880)

## Interesujące miejsca
- Kościół św. Katarzyny z 1887
- Pomnik poległych za ojczyznę w latach 1914-1921, wzniesiony w 1929
- Ruiny zamku Kamieniec ze wzgórzem zamkowym
- Dodatkowymi atrakcjami są liczne ścieżki przyrodnicze:

Ścieżka przyrodnicza łącząca Odrzykoń z rezerwatem Prządki. Na jej trasie: 
- Grota „Smocza Jama”,
- zbiorowe mogiły mieszkańców, zmarłych na cholerę w XIX w.,
- ślady grodziska Wiślan z IX w.
- cmentarzysko kurhanowe (IX/X w.).

Ścieżka przyrodnicza "Przy zamku Kamieniec" o długości 1,5 km. Na jej trasie:
- Wychodnie piaskowca ciężkowicko - istebniańskiego
- Cmentarz choleryczny z XIX w.
- Punkt widokowy
- Muzeum Wsi w Odrzykoniu

## Osoby związane z Odrzykoniem
- Stanisław Feruś – Dzikowski „Zawierucha”, „Orlik”, „Q-1” (1905–1989). Dowódca Placówki AK w Odrzykoniu, redaktor i wydawca prasy konspiracyjnej.
- o. Peregryn Haczela (1865–1942) – franciszkanin, doktor filozofii i teologii, mentor o. M. Kolbego.
- ks. prof. Jan Haniewski (Haniebnik) (1873–1942), ur. w Odrzykoniu, kapłan od 1901, wykładowca logiki, teologii scholastycznej i filozofii.
- Józef Jucha (ur. 1897 w Odrzykoniu, zm. 1977) – pedagog i regionalista, autor artykułów historycznych.
- Stanisław Franciszek Jucha (ur. 1930 w Odrzykoniu, zm. 2003) – profesor zwyczajny Akademii Górniczo-Hutniczej w Krakowie. Twórca polskiej szkoły cyfrowej kartografii naftowej. Profesor honorowy Narodowej Akademii Górniczej Ukrainy (Politechniki Dnieprzańskiej) w Dniepropietrowsku na Ukrainie.
- Mikołaj Kamieniecki – hetman wielki koronny, kasztelan sanocki, patron jednostek wojskowych III RP.
- Klemens Moskarzewski (zm. 1408) – podkanclerzy koronny, kasztelan sanocki, starosta sanocki, starosta krakowski, podkanclerzy i kasztelan; kamieniecki i wiślicki, właściciel dóbr Kamieniec i Zamku w Odrzykoniu.
- Jan Nawrocki (ur. 1876 w Odrzykoniu, zm. 1958) – polityk, członek naczelnych władz PSL, poseł na sejm w latach 1919 i 1922.
- Tadeusz Nawrocki (ur. 1910 w Odrzykoniu, zm. 1999 w Warszawie) – polski działacz polityczny, nauczyciel historii, poseł na Sejm Ustawodawczy.
- Józef Panaś (ur. 1887 w Odrzykoniu, zm. 1940) – ksiądz, pułkownik, pamiętnikarz, kapelan II Brygady Legionów, przeciwnik przewrotu majowego w 1926.
- Stanisław Piotrowicz (ur. 1952 w Bochni) – prokurator, prawnik, polityk. Senator VI i VII kadencji, poseł na Sejm VII i VIII kadencji, sędzia Trybunału Konstytucyjnego.
- Jan Skotnicki – kasztelan połaniecki
- Zofia Ligęza – kasztelanowa połaniecka
- Zofia Skotnicka (ur. 1603 w Bóbrce, zm. 1684 w Krakowie) – prototyp Klary Raptusiewiczówny w Zemście Aleksandra Fredry
- Franciszek Szafran (ur. 1890 w Odrzykoniu, zm. 1940 w Katyniu) – doktor prawa, sędzia Najwyższego Trybunału Administracyjnego.
- Antoni Trznadel (ur. 1857 w Odrzykoniu, zm. 1908) – ksiądz, teolog, profesor zwyczajny i dziekan Wydziału Teologicznego Uniwersytetu Jagiellońskiego. Kierownik Katedry Teologii Dogmatycznej i Fundamentalnej w Seminarium Duchownym w Przemyślu.